# Hoshi Kota
Kota Hoshi (星 広太 Hoshi Kōta, sinh ngày 27 tháng 7 năm 1992) là một cầu thủ bóng đá người Nhật Bản, thi đấu cho Fukushima United FC ở vị trí tiền vệ.

## Sự nghiệp
Tốt nghiệp từ Đại học Kanagawa, anh được chọn và ký hợp đồng với Fukushima United FC vào tháng 1 năm 2015.

## Thống kê câu lạc bộ
Cập nhật đến ngày 23 tháng 2 năm 2018.
| Thành tích câu lạc bộ | Thành tích câu lạc bộ | Thành tích câu lạc bộ | Giải vô địch | Giải vô địch | Cúp                   | Cúp                   | Tổng cộng | Tổng cộng |
| Mùa giải              | Câu lạc bộ            | Giải vô địch          | Số trận      | Bàn thắng    | Số trận               | Bàn thắng             | Số trận   | Bàn thắng |
| Nhật Bản              | Nhật Bản              | Nhật Bản              | Giải vô địch | Giải vô địch | Cúp Hoàng đế Nhật Bản | Cúp Hoàng đế Nhật Bản | Tổng cộng | Tổng cộng |
| --------------------- | --------------------- | --------------------- | ------------ | ------------ | --------------------- | --------------------- | --------- | --------- |
| 2015                  | Fukushima United FC   | J3 League             | 28           | 1            | 1                     | 0                     | 29        | 1         |
| 2016                  | Fukushima United FC   | J3 League             | 28           | 5            | 2                     | 0                     | 30        | 5         |
| 2017                  | Fukushima United FC   | J3 League             | 32           | 7            | –                     | –                     | 32        | 7         |
| Tổng                  | Tổng                  | Tổng                  | 88           | 13           | 3                     | 0                     | 91        | 13        |